# Собачья площадка (площадь)
Соба́чья площа́дка — историческое место — бывшая площадь в Москве, существовавшая в XVIII—XX веках на пересечении Кречетниковского, Дурновского, Борисоглебского, Собачьего, Малого и Большого Николопесковских переулков и улицы Большой Молчановки. Площадь была полностью перестроена в 1962—1968 годах при прокладке проспекта Калинина (Нового Арбата) и в настоящее время как отдельный архитектурный элемент утрачена.

## История

### Предыстория местности

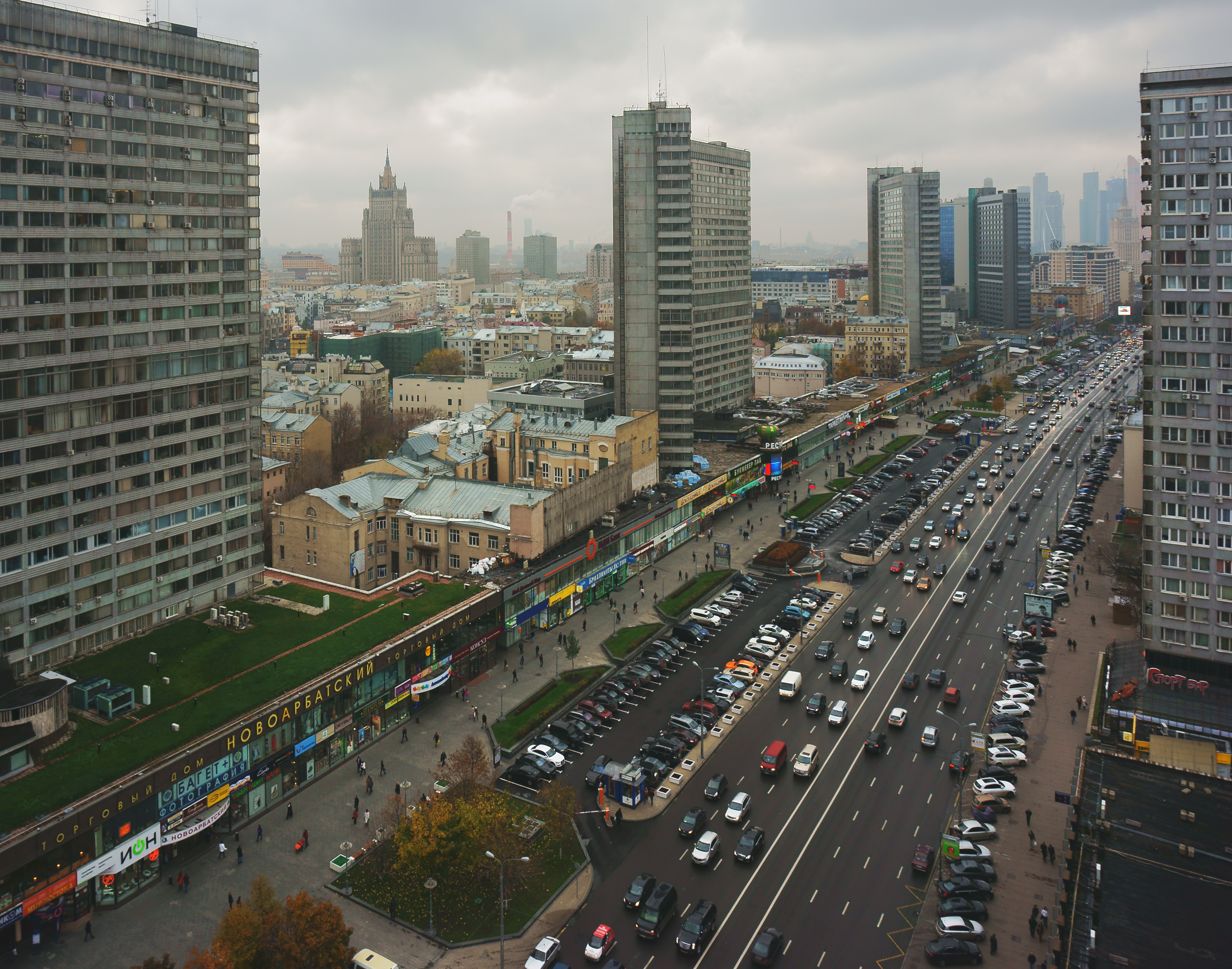
Высотная застройка Нового Арбата, 2013 год

В XVII веке окрестности улицы Большой Молчановки занимали дворы опричников и псарни Ивана Грозного. Позднее территорию поблизости заселили слободы стрельцов приказа Степана Каковина (по другим данным — Каковинского), а также печников царского двора. К первому поселению относилась церковь Николы на Песках, располагавшаяся на пересечении Большого и Среднего Николопесковских переулков. Жители второй слободы были прихожанами храма Николы, что на «Курьей Ношке». По одной из версий, это название он получил, поскольку находился на меже с куриным двором. Однако достоверных свидетельств этому нет и некоторые историки полагают, что наименование могло быть связано с изначальным устройством деревянного храма на высоких пнях — ножках.

### Возникновение площади
Краевед Константин Михайлов указывает, что Собачья площадка появилась между 1739 и 1759 годами. При этом впервые на плане Москвы трапециевидная площадь была зафиксирована в 1818-м, тем не менее на чертежах 1827 года дома ещё приписывали соседним переулкам. Предположительно, своё название участок получил благодаря царским собачьим дворам. Однако некоторые исследователи полагают, что оно связано с охотничьим рынком, располагавшимся на этом месте в XIX веке. К тому моменту ансамбль площади сформировали дворянские усадьбы в стиле ампир и неоготики, большинство из них возвели после пожара 1812 года.

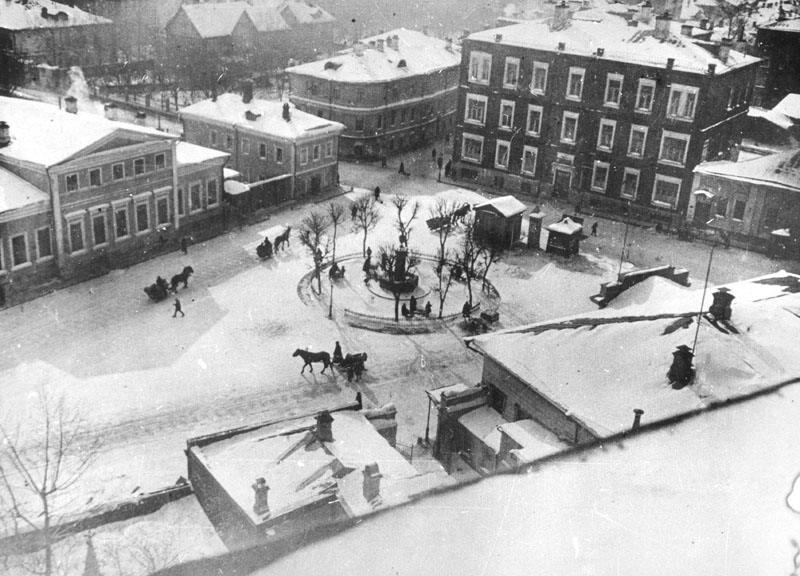
Площадь Собачья площадка (вид сверху). 1917 г. Автор съёмки: И. С. Остроухов

Площадь была вымощена булыжником, в широкой части участка в 1910 году возвели фонтан, украшенный урной и головами львов, иногда принимаемыми за собачьи. По одной из версий, сооружение поставили на средства родственников философа Алексея Хомякова, проживавшего на этой площади, по другой — за счёт городских властей для организации водозабора и поилки лошадей. Фонтан представлял собой восьмигранный постамент, окружённый небольшим бассейном, края которого украшали горельефы с амурами. Позднее фонтан засадили клумбами и окружили сквером. Предположительно, описание именно Собачьей площадки даёт Андрей Белый в своей новелле 1926 года «Московский чудак»: 

 Вот скверик: за сквериком — домик. Сиреневый, белоколонный (ампир); крыша — легким овалом, скорей — полукуполом; наискось — серый просерый забор; строя угол, оливковый семиэтажный домина пространство обламывал кубами выступов в пять этажей, угрожающий пасть на затылок прохожего; дом вырвался в соседний проулок, давимый ватагой таких же кофейных, песочных и серых домов с шестигранниками полубашен и кубами выступов; издали, в нише, воздвигнутый рыцарь копья лезвием в пламень каменный змея разил над карнизами восьмиэтажного куба.

### Перестройка района площади
Для транспортной разгрузки Арбата генеральный план реконструкции Москвы 1935 года предусматривал создание магистрали, проходящей через Собачью площадку и соединяющей Кремль с Кутузовским проспектом. Однако из-за Великой Отечественной войны работы отложили. В 1952-м Дурновский переулок, пролегавший через южную часть участка, переименовали в Композиторскую улицу. Это название она получила благодаря Союзу композиторов, занимавшему один из домов в узкой части площади. Топоним «Собачья площадка» официально упразднили, приписав здания к новой улице. Через десять лет началось строительство задуманного ранее Калининского проспекта и площадь полностью перестроили. Строительные работы продлились до 1968 года, при этом предусматривалась не только реорганизация проезжей части, но и снос старых особняков. Для прокладки магистрали почти хватало ширины Кречетниковского переулка, а ликвидация застройки была необходима для создания небоскрёбов по типу Edificio Focsa. За год до окончания работ в альманахе «День поэзии» появилось стихотворение Юрия Панкратова: 
Сметая замшелую пошлость 
Домов, прикорнувших горбато, 
Ведутся на полную мощность 
Работы в районе Арбата...

## Примечательные здания
Чётная сторона
- № 8 — особняк, где в 1912 году проживала поэтесса Марина Цветаева перед отъездом в Прагу[15][7].
- № 10 — здание в неоготическом стиле, возведённое в 1886 году по проекту архитектора Василия Карнеева для купца Константина Мазурина. Позднее имение выкупил генеалог Леонид Савёлов, а затем архитектор Павел Самарин, владевший участком вплоть до 1917-го. После Октябрьской революции здание занимал Союз композиторов[2][16].
- № 12 — предположительно, именно в этом доме снимали жильё герои романа Ивана Тургенева «Дым»[17].
- № 14 — жилой дом, принадлежавший статской советнице А. А. Ренкевич. В 1820-е годы часть здания арендовал библиограф Сергей Соболевский. Его неоднократно навещали Михаил Погодин, Евгений Баратынский, Дмитрий Веневитинов и другие. Поэт Александр Пушкин квартировал у своего друга с декабря 1826 по май 1827 года, в стенах этого дома он представил знакомым произведение «Борис Годунов». После 1890-го в здании действовал кабак, в этот период один из флигелей снимала Мария Ульянова, у которой Владимир Ленин гостил пять дней перед сибирской ссылкой. Во время Великой Отечественной войны часть строения сильно пострадала от попадания снаряда, позднее здание восстановили и в нём действовала керосинная лавка. Во время демонтажа площади вначале предполагалось сохранить и переместить строение, в 1962-м его покрыли новой кровлей. Однако из-за высокой стоимости проекта от задумки отказались[7][2][18].

Нечётная сторона
- № 1 — с 1914 года участок занимал трёхэтажный комплекс Долгоруковской лечебницы. Он был возведён на месте особняка статского советника Ф. М. Тургенева. На базе больницы действовали туберкулёзный диспансер и пункт неотложной помощи[19][2].
- № 5 — дом, в котором с 1900 года проживали сёстры Гнесины, а также действовало их музыкальное училище[20][7]. После революции благодаря поддержке искусствоведа Анатолия Луначарского строение и имущество семьи не было национализировано. В 1920-м произошла реорганизация училища, оно разделилось на два подразделения: Третий показательный государственный музыкальный техникум и детскую школу, расположившуюся в соседнем доме. В 1937 году для возросшего количества студентов началось строительство нового здания института на Поварской улице, однако из-за войны оно завершилось только в 1946-м[21][22].
- № 7 — усадьба дворян Веригиных, возведённая в начале XIX века. Строение представляло собой небольшой двухэтажный особняк с одноэтажными боковыми пристройками. В 1840-х годах имение приобрёл публицист Алексей Хомяков. Известного славянофила навещали Николай Гоголь, Алексей Толстой, Александр Герцен, Тимофей Грановский, Пётр Чаадаев и другие. Для проведения идеологических дискуссий в доме обустроили специальную комнату — «говорильню». В ноябре 1920 года в доме открыли Музей быта сороковых годов XIX века. Вскоре экспозицию ликвидировали, а строение заняли Оперная студия консерватории имени Чехова и Детская музыкальная школа при Училище имени Гнесиных[5][7][15].

## Площадь в художественной литературе и искусстве
- В романе И. С. Тургенева «Дым» (1865—1867) Собачья площадка упоминается как место проживания семейства князей Осининых.
- В романе Андрея Белого «Московский чудак» (1926) есть упоминание о Собачьей и Телячьей площадках в топонимии Москвы.
- В комедийном фильме кинорежиссёра Бориса Барнета «Девушка с коробкой» (1927) в одном из кадров можно увидеть фасад здания № 5.
- В приключенческом романе писателя Вениамина Каверина «Два капитана» (1940) есть глава «На Собачьей площадке».
- В кинофильме Григория Александрова «Весна» (1947) мужчина спрашивает у случайной прохожей, как пройти на Собачью площадку, но получает отрицательный ответ: 
 — Не знаю, я не москвичка.
- В дипломной работе Андрея Тарковского, короткометражном фильме «Каток и скрипка» (1960), запечатлён фасад и часть интерьера здания № 10, в котором тогда размещался Союз композиторов СССР, а также часть ограды сквера и дороги перед ним.
- В романе А.Н. Рыбакова «Страх» из трилогии «Дети Арбата» Собачья площадка упоминается как место, где располагалась районная поликлиника, куда ходила Софья Александровна, мать одного из главных героев романа — Саши Панкратова.
- В стихотворении Владимира Маяковского «Сказка о Пете, толстом ребёнке, и о Симе, который тонкий» Собачья площадка упоминается как место проживания одного из героев: Петя стал белей, чем гусь: — Пётр Буржуйчиков зовусь. — Где живёшь, мальчишка гадкий? — На Собачьевой площадке.
- В романе польского писателя Збигнева Ненацкого «Лицензия на импорт льва» (1961), главный герой пребывая в Москве во время поездки в Албазино заходит несколько раз на Собачью площадку.
- Упоминается в детективном романе братьев Вайнеров «Эра милосердия» (Шарапов и Синичкина проезжают площадь по пути в роддом № 7 им. Г. Л. Грауэрмана).